# Niels P. Petersson
Niels P. Petersson (* 1968) ist ein deutscher Historiker.
Petersson studierte in Tübingen und Aix-en-Provence Zeitgeschichte, Philosophie und Politikwissenschaft. 1999 wurde er über das Themengebiet des europäischen Imperialismus und die Modernisierungspolitik in Ostasien bei Jürgen Osterhammel an der FernUniversität in Hagen promoviert. Von 1999 bis 2007 war er als wissenschaftlicher Assistent am Lehrstuhl für Neuere und Neueste Geschichte der Universität Konstanz tätig. Als Kollegiat war Petersson von 2003 bis 2008 im Forschungsprojekt „Legitimität einer Europäischen Verfassung unter den Bedingungen nationaler Verfassungstraditionen“ beschäftigt. Von 2007 bis 2009 war er wissenschaftlicher Koordinator für den wissenschaftlichen Nachwuchs und das Doktorandenkolleg „Zeitkulturen“ im Exzellenzcluster der Universität Konstanz. Seit 2009 lehrt er an der Sheffield Hallam University.

## Schriften (Auswahl)
- mit Boris Barth: Globalgeschichten. Bestandsaufnahme und Perspektiven. Frankfurt, M./New York, NY: Campus-Verlag, 2014.
- Anarchie und Weltrecht. Das Deutsche Reich und die Institutionen der Weltwirtschaft 1890–1930 (= Kritische Studien zur Geschichtswissenschaft, Bd. 183). Göttingen: Vandenhoeck u. Ruprecht, 2009.
- Imperialismus und Modernisierung. Siam, China und die europäischen Mächte, 1895–1914. München: Oldenbourg, 2000.
- mit Jürgen Osterhammel: Geschichte der Globalisierung. Dimensionen, Prozesse, Epochen. München: Beck, 2003, 6. aktualisierte Auflage 2019, ISBN 978-3-406-73647-6.